# Chiesa di San Lorenzo (Sorbolo Mezzani)
La chiesa di San Lorenzo, nota anche come pieve di Ramoscello, è un luogo di culto cattolico dalle forme barocche, situato in strada della Chiesa a Ramoscello, frazione di Sorbolo Mezzani, in provincia e diocesi di Parma; è sede di una parrocchia compresa nella zona pastorale della Bassa.

## Storia
Il luogo di culto fu eretto in epoca medievale; secondo alcuni storici, la più antica testimonianza della sua esistenza risale al 1005, quando la pieve sancti Laurencii de Velio fu nominata nell'Ordo Archipresbiterorum Plebium voluto dal vescovo di Parma Sigifredo II, ma altri studiosi identificano tale edificio nella pieve di San Lorenzo di Serravalle, nota anche come pieve di Vellio.
La prima attestazione certa dell'esistenza dell'edificio risale soltanto al 1144, quando la pieve fu menzionata insieme al castello di Ramoscello tra i possedimenti dell'abbazia di San Giovanni Evangelista.
Nel 1230 la plebis de Ramoxellis fu menzionata nel Capitulum seu Rotulus Decimarum della diocesi di Parma ancora tra le dipendenze dei benedettini di San Giovanni; il territorio posto sotto la sua giurisdizione comprendeva all'epoca le cappelle di San Giorgio dei Prati, di San Silvestro di Gambariccio e di San Giovanni di Tolarolo.
Nel 1658 fu edificata la vicina canonica.
Tra il 1742 e il 1745 il luogo di culto, in precedenza fortemente degradato, fu completamente ristrutturato in forme barocche e fu affiancato dalla nuova torre campanaria e da due cappelle.
Nel 1831 un terremoto lesionò l'edificio, che fu successivamente sottoposto a lavori di restauro; altri interventi furono eseguiti nella seconda metà del XIX secolo e nella prima metà del XX.
Durante la seconda guerra mondiale, nel 1945 la chiesa fu colpita dai bombardamenti alleati, che danneggiarono soprattutto il tetto e la zona del presbiterio e della cappella dedicata alla Madonna.
Il 15 luglio 1971 un forte terremoto interessò la zona, provocando profonde lesioni alla chiesa e soprattutto alla canonica seicentesca, che fu successivamente abbattuta; nel 1977 il tempio fu rinforzato strutturalmente e ristrutturato, con la ricostruzione delle coperture e delle volte.
Il 23 dicembre 2008 una nuova scossa sismica danneggiò la chiesa, rendendola inagibile; l'edificio fu quindi chiuso al culto, in attesa dei lavori di consolidamento e di restauro, che furono eseguiti tra il 2023 e il 2024.

## Descrizione

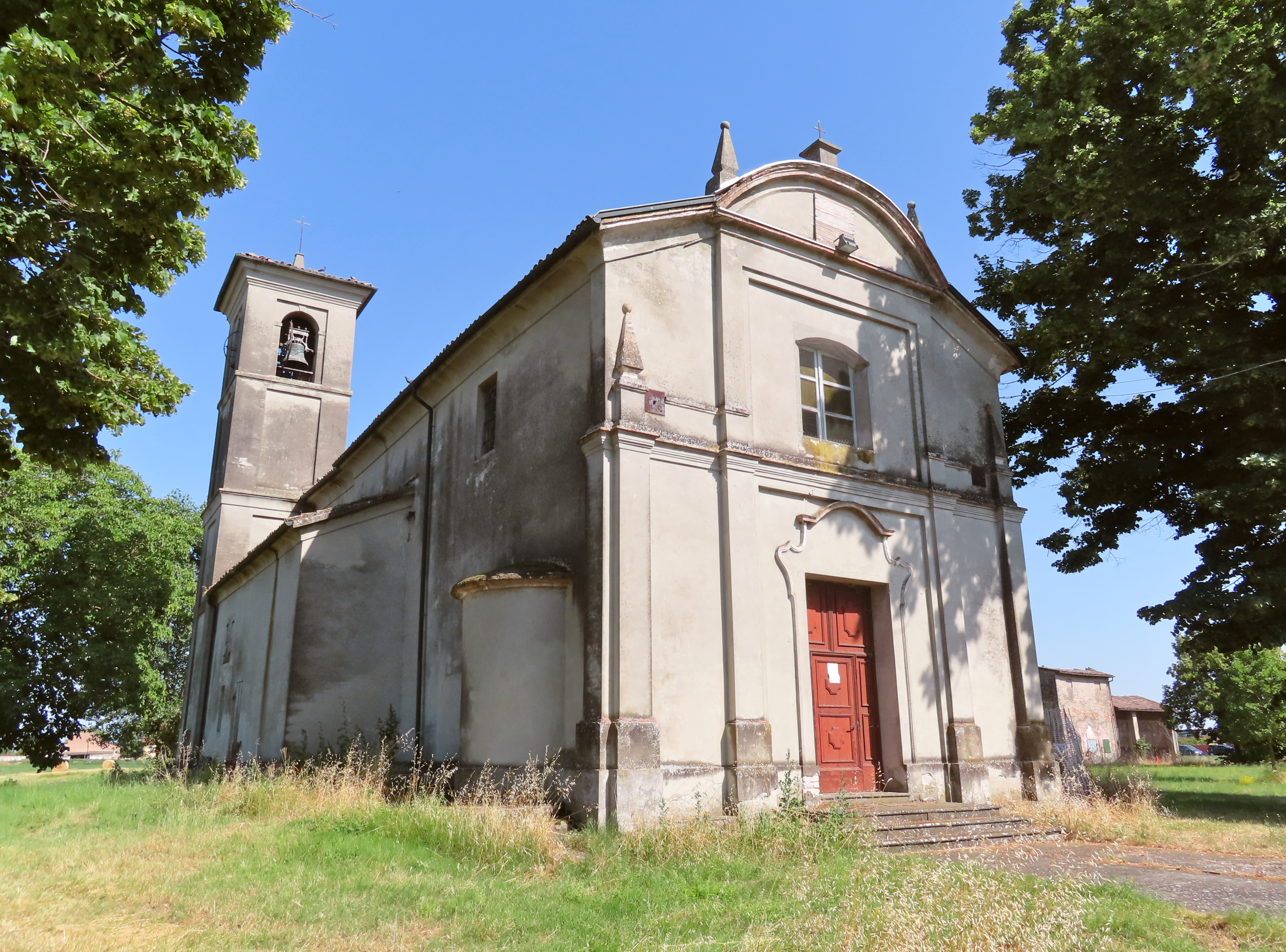
Facciata e lato nord

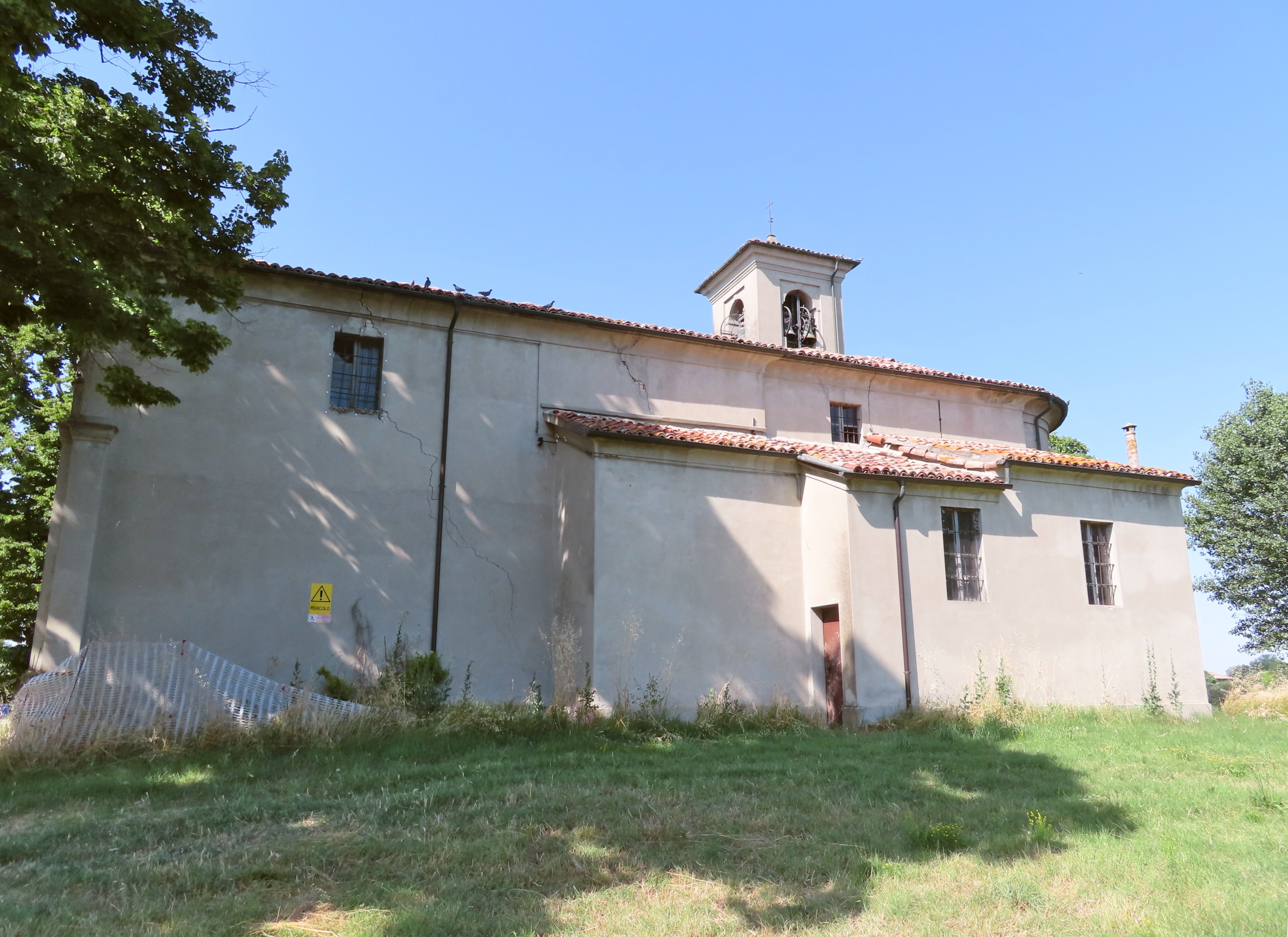
Lato sud

La chiesa si sviluppa su un impianto a navata unica affiancata da due cappelle sulla sinistra e una sulla destra, con ingresso a ovest e presbiterio absidato a est.
La simmetrica facciata a capanna, interamente intonacata come il resto dell'edificio, è scandita orizzontalmente in due parti da una fascia marcapiano. Inferiormente lo spazio è tripartito da quattro lesene doriche, che si elevano su un alto basamento; nel mezzo è collocato l'ampio portale d'ingresso, preceduto da una breve scalinata e delimitato da una cornice mistilinea. Superiormente il prospetto è suddiviso verticalmente da due lesene, che si ergono in continuità con quelle centrali sottostanti, mentre alle estremità in corrispondenza delle lesene inferiori si trovano due pinnacoli piramidali; nel mezzo si apre una finestra ad arco ribassato; a coronamento della porzione centrale si staglia un frontone semicircolare, sormontato lateralmente da due pinnacoli e nel mezzo da una croce metallica.
Dai fianchi aggettano i volumi delle cappelle; al termine del lato sinistro si erge su quattro ordini, scanditi da fasce marcapiano e delimitati da lesene sugli spigoli, il campanile, con cella campanaria affacciata sulle quattro fronti attraverso ampie monofore ad arco a tutto sesto.
All'interno la navata, coperta da una volta a botte lunettata, è scandita lateralmente da una serie di lesene doriche, a sostegno del cornicione perimetrale modanato in aggetto; dai fianchi si affacciano attraverso ampie arcate ribassate le cappelle laterali, tra cui sulla sinistra la piccola cappella absidata contenente il fonte battesimale del 1686.
Il presbiterio, lievemente sopraelevato e rientrante verso l'aula, accoglie l'altare maggiore ligneo a mensa, aggiunto intorno al 1975; sul fondo il coro absidato, preceduto dall'arco trionfale a sesto ribassato retto da due paraste doriche, è coperto da un catino a semicupola ed è scandito da una serie di lesene; al centro si staglia, all'interno di una cornice in stucco, la pala rappresentante la Gloria di san Lorenzo, realizzata da Pietro Baroci nel 1752.
La chiesa conserva altre opere di pregio, tra cui un portacero pasquale del 1775 scolpito con la raffigurazione di un angelo, sei reggicandele eseguite da Francesco Provinciali nel 1757 e un mobile seicentesco intarsiato.